# 埃尔莎·马丁内利
埃尔莎·马丁内利（義大利語：Elsa Martinelli，1935年1月30日—2017年7月8日），女，意大利演员。曾获得柏林国际电影节最佳女演员银熊奖。